# 文化殿堂站
文化殿堂站（：／ Munhwa-jeondang yeok */?）副站名舊道廳（구도청），是光州地鐵1號線沿線的一座地下車站，位於韓國光州廣域市东区光山洞，與國立亞洲文化殿堂為共構建築。

## 車站結構
站體為1面2線曲線式設計島式月台的地下車站，候車月台設有月台幕門，並有4處出口。
本站可轉乘對向列車。

### 月台配置
| 南光州 ↑    |
| 下 上 \|    |
| ↓ 錦南路4街 |

| 月台 | 路線               | 目的地   |
| ---- | ------------------ | -------- |
| 上行 | ●光州都市铁道1号线 | 鹿洞方向 |
| 下行 | ●光州都市铁道1号线 | 平洞方向 |

## 歷史
- 2004年4月28日：道廳站（도청역）落成啟用。
- 2006年10月17日：改为现名。

## 車站周邊
- 國立亞洲文化殿堂（朝鲜语：국립아시아문화전당）
- 全羅南道舊道廳（朝鲜语：광주 전라남도청 구 본관）
- 東區廳
- 光州東部警察署
- 光州中央圖書館
- 光州基督教青年會
- 光州銀行（朝鲜语：광주은행）南部分行
- 光州大成學院
- 光州女子高校
- 光州瑞石初等學校
- 文化生態公園
- 黃金治安中心
- 光州文化情報院
- 光州市教育科學硏究院

## 圖片

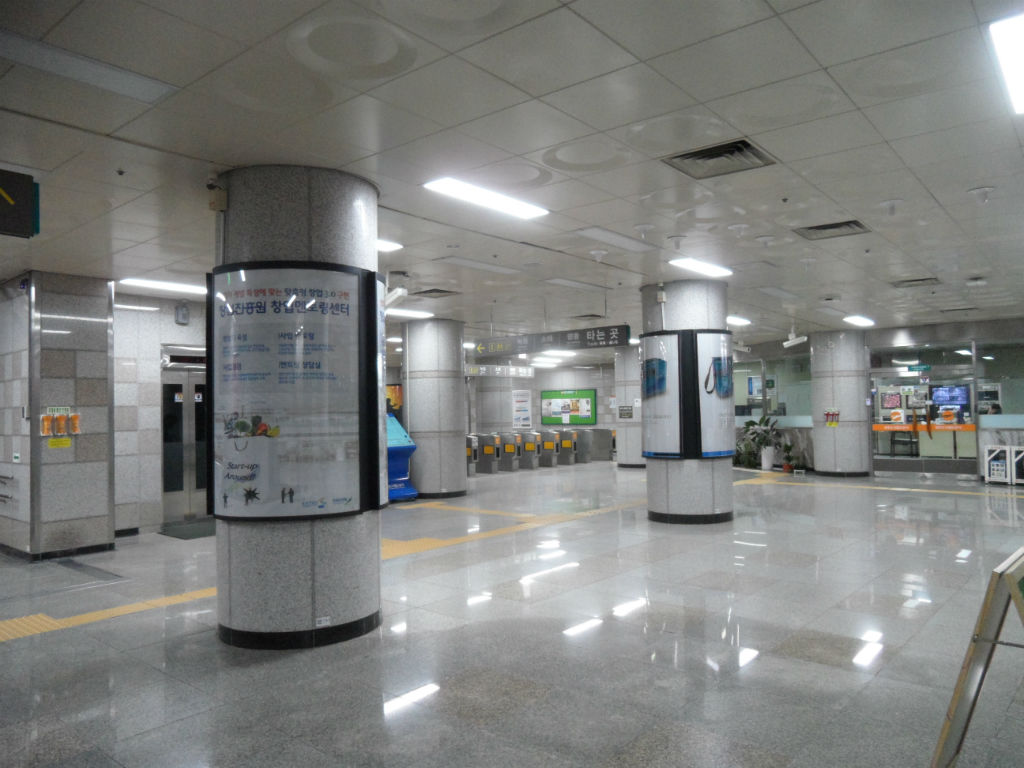
車站大廳
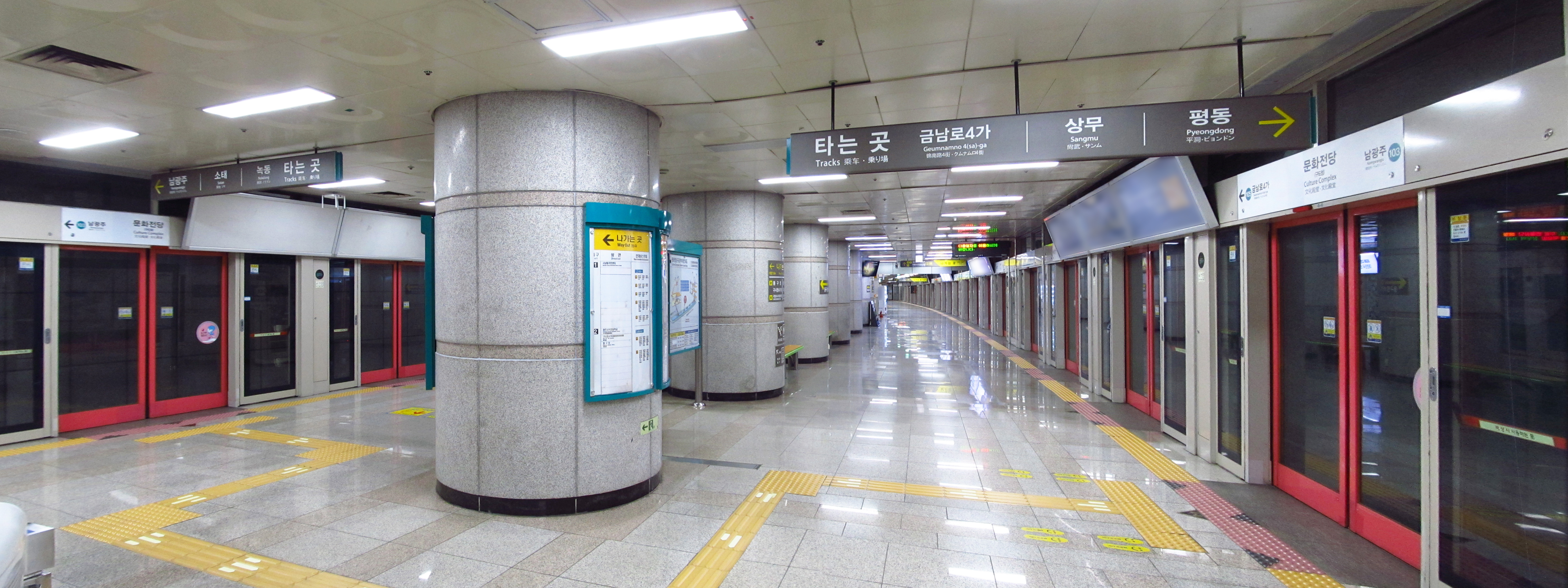
候車月台
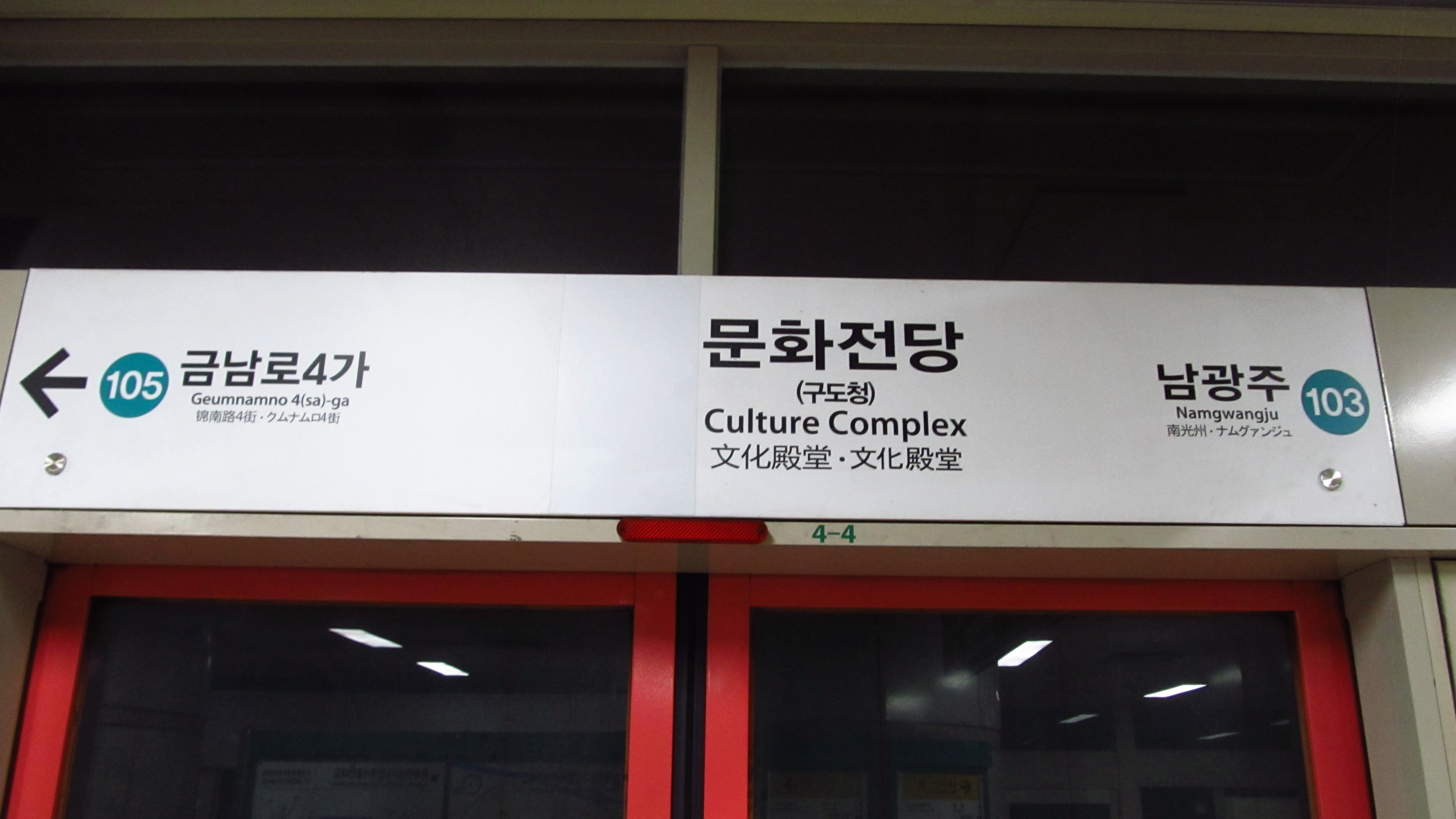
月台門資訊板
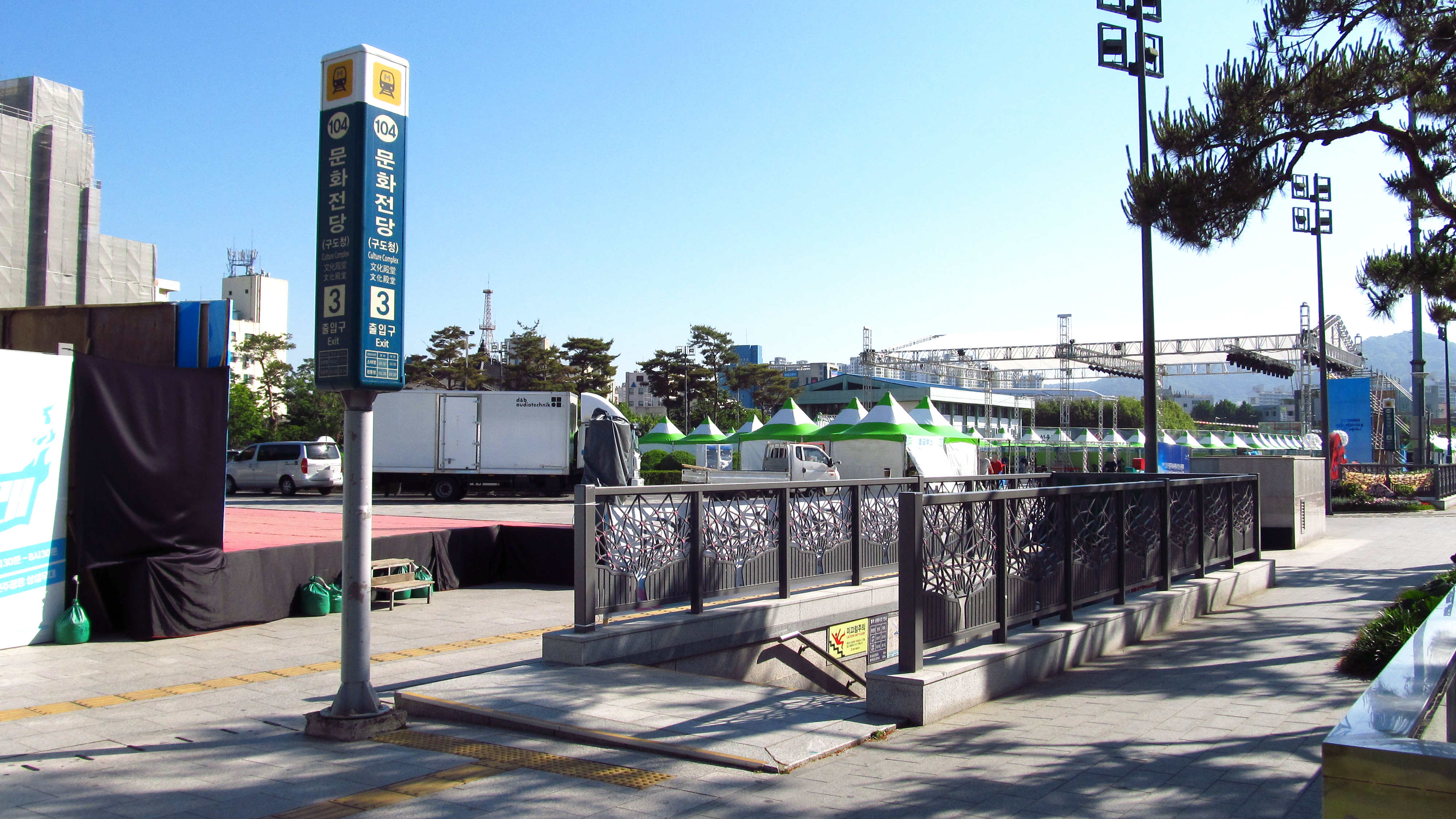
3號出口
4號出口

## 相鄰車站
光州廣域市都市鐵道公社
●光州都市铁道1号线
南光州（103）－文化殿堂（104）－錦南路4街（105）